# Horne Mandskor af 1845
Horne Mandskor af 1845 er et mandskor etableret 1. juni 1845 i Horne på Fyn. Formålet var at indøve flerstemmige salmer og sange. 
Koret har ca. 45 medlemmer og er et af Danmarks ældste bestående mandskor. Studenter-Sangforeningen fra 1839 er ældre.
Begrundelsen fra 1845 lød
| „ | I hvor almindelig anerkjendt Musikkens og i særdeleshed Vocalmusikkens opmuntrende, dannende og forædlende Indvirkning paa den menneskelige Sjæl end er, saa maa man dog indrømme, at hvad der hidtil er gjort blandt os Danske for at vække Sands og Opmærksomhed for dette fortrinlige Dannelsesmiddel er saa lidet og utilstrækkeligt, at det hører til de store Sjældenheder blandt Samfundets Borger- og Bondestand at træffe på Sands for smuk sang og nogenlunde Færdighed i smagfuld Udførelse af flerstemmige Sange. For nu at vække Sandsen for flerstemmig Sang og fremme Øvelse i den i vor nærmeste Omkreds have Undertegnede besluttet at førsøge paa at danne en Sangforening, hvis formaal skulle være at indøve flerstemmeige Psalmer og Sange. | “ |
|   | — Forfattet af kapellan H.Viborg, lærer og organist H.C.N. Kistrup og pastor Bangs døtre, Clausine og Jette. Fra Korets hjemmeside |   |

Korets repertoire er såvel gamle danske sange som nye udenlandske; indholdet spænder fra kirkemusik til drikkeviser, fra serenade til opera.
Koret er medlem af Dansk Sanger-Forbund, og det har givet koncerter i blandt andet Slesvig Domkirke, Gråsten Slotskirke og medvirket ved koncerter i  blandt andet Københavns domkirke og Ribe Domkirke. 

## Dirigenter gennem årene
- 1845 - 1892      H.C.N Kistrup
- 1892 - 1894      Mads Peter Hansen Madsen
- 1894 - 1916      Hans Madsen Milling
- 1916 - 1926      Hans Madsen
- 1926 - 1929      Hans Lillemark
- 1929 - 1957      Alfred Sønnichsen
- 1957 - 1958      Thorkild Thuelund
- 1958 - 1959      Oluf Brams
- 1959 - 1973      Laurits Larsen
- 1973 -           Jørgen Rasmussen